# Долуханян, Александр Павлович
Алекса́ндр Па́влович Долуханя́н (Долуха́нов; 19 мая (1 июня) 1910, Тифлис, — 15 января 1968 года, г. Москва) — армянский советский композитор, заслуженный деятель искусств Армянской ССР (1958).

## Биография
Родился в семье юриста Павла Марковича Долуханова и пианистки Евгении Исааковны Долухановой. Первую композицию «Пожар» сочинил в возрасте 5 лет. В 1928 году окончил Тифлисскую консерваторию по классу фортепиано Т. И. Тер-Степановой, одновременно занимался по композиции у С. В. Бархударяна.
В 1932 году окончил Ленинградскую консерваторию (класс фортепиано С. И. Савшинского), занимался там же в аспирантуре (1932—1935). В 1937—1939 годах — преподаватель по классу фортепиано и руководитель камерного ансамбля Ереванской консерватории, а также солист филармонии. Участвовал во многих фольклорных экспедициях по Армении, записал свыше двухсот народных песен. Много концертировал в ансамбле с Павлом Лисицианом.
Переехав в 1940 году в Москву, Долуханян обучался Московской консерватории под руководством Николая Мясковского. В годы Великой Отечественной войны постоянно участвовал во фронтовых концертных бригадах.
После войны началась деятельность Долуханяна как композитора и пианиста. Общеизвестны его концерты для фортепиано с оркестром, оперетта «Конкурс красоты». Тем не менее, основное место в творчестве Долуханяна занимают песни, в том числе патриотические и военные. Песни композитора, посвящённые военной тематике, обладали мелодичностью, глубоким содержанием и высоким патриотизмом, исполнялись как профессиональными ансамблями, так и художественной самодеятельностью. Песня «Ваня (У нас в подразделении)» вошла в классику советского песенного творчества. Сочинял также романсы на русские темы, музыку к драматическим спектаклям и радиопостановкам. Среди других его работ — запись и обработка армянских, венгерских, болгарских, чешских, корейских и вьетнамских народных песен в тесном сотрудничестве с певицей Ирмой Яунзем. Гастролировал по стране и за рубежом (Иран, Финляндия).

Могила Долуханяна на Новодевичьем кладбище Москвы.

Долуханян оказывал большую помощь молодым певцам и авторам. Большую роль сыграл в творческом становлении своей супруги, Зары Александровны Долухановой. По её воспоминаниям, Долуханян был «человек в высшей степени компетентный в вокально-технологических вопросах, умевший и любивший заниматься с певцами, да к тому же эрудит, музыкант крупного масштаба, всегда убежденный в своей правоте».
Как Александр Долуханов в 1930-е годы публиковал шахматные этюды и выступал в шахматных турнирах. Дважды (в 1938 и 1939 годах) становился чемпионом Армянской ССР по шахматам.
15 января 1968 года, управляя автомобилем, погиб в автокатастрофе вместе с Тамарой Наумовной Майзель, женой композитора Э. С. Колмановского.

## Семья
- Брат — Марк Павлович Долуханов (1907—1975), учёный-радиотехник, профессор ЛЭИС, заслуженный деятель науки и техники РСФСР.
- Племянник — Павел Маркович Долуханов (1937—2009), археолог и палеогеограф.
- Первая жена — Зара Александровна Долуханова (1918—2007), оперная певица.
  - Сын — Михаил Александрович Долуханов.
- Вторая жена — Калерия Николаевна Долуханян (урождённая Трубникова, 1926—2015), дочь теплотехника Н. В. Трубникова.
  - Сын — Николай Александрович Долуханян (1961—2021).

## Творчество

#### Сочинения
- оперетта:
  - Конкурс красоты, Московский театр оперетты, 1967 (спектакль удостоен первой премии на Всесоюзном смотре музыкальных спектаклей к 50-летию Советской власти)[4]
- кантаты:
  - Герои Севастополя на слова Н. Доризо, 1948
  - Дорогой Ленина на слова И.Морозова , 1966
- для оркестра:
  - Праздничная симфония, 1950
  - Армянское каприччио, 1952
- для фортепиано с оркестром:
  - концерт, 1947
  - концерт, 1954
- для эстрадного оркестра:
  - Танцевальная сюита, 1950
- для голоса с оркестром:
  - цикл песен на слова Саят-Новы
- для фортепиано:
  - Детская сюита, 1955
- пьесы для скрипки, для виолончели, для трубы
- романсы на слова А. Пушкина, Л. Украинки, В. Теряна, А. Исаакяна

#### Наиболее известные песни
- Байкальская красота (М. Лисянский), исп. Кр. АПП СА им. Александрова
- Бульвары (С. Островой), исп. Капитолина Лазаренко
- В Ростове-на-Дону (Н. Доризо), исп. Юрий Ельников и Вячеслав Годунов
- Весной грустить нельзя (А. Пришелец), исп. Алексей Усманов
- Горит черноморское солнце (М. Лисянский), исп. Владислав Пьявко, Иван Суржиков, Кр. АПП СА им. Александрова, солист Иван Диденко
- Город-солдат (А. Пришелец), исп. Ян Кратов
- Девушка (Л. Некрасова), исп. Владимир Канделаки
- Девушку чайкой зовут (М. Лисянский), исп. Муслим Магомаев
- Дивный город (М. Лисянский), исп. Юрий Гуляев
- Дорогим москвичам (Л. Некрасова), исп. Раиса Неменова и Иосиф Кобзон
- Дунай голубой (С. Смирнов), исп. Артур Эйзен, Владимир Нечаев, Георг Отс, Иосиф Кобзон
- Ереванский вечер [5] (А. Граши), исп. Сергей Лемешев
- Если петь нам о Родине (В. Семернин), исп. БДХ п/у В. Попова
- Застольная (Г. Регистан), исп. Владимир Канделаки
- И мы в то время будем жить (М. Лисянский), исп. Павел Лисициан
- Каблучки (И. Шаферан), исп. Гелена Великанова
- Кактус (Н. Доризо), исп. Юрий Гуляев
- Колыбельная (Ю. Каменецкий), исп. Юрий Гуляев
- Корабелы (М. Лисянский), исп. Иосиф Кобзон
- Ленинский век (В. Пухначёв), исп. Артур Эйзен
- Любимую землю… (М. Лисянский), исп. Павел Лисициан
- Манит сень акаций (Г. Регистан), исп. Анатолий Соболев и Борис Кузнецов, Тамара Кравцова
- Маньяна (Л. Ошанин), исп. Муслим Магомаев
- Морская душа (М. Лисянский), исп. Александр Розум
- Моя Родина (М. Лисянский), исп. Павел Лисициан, Дмитрий Гнатюк
- На базаре (Л. Некрасова), исп. Владимир Канделаки
- Ночью лунною (Г. Регистан), исп. Анатолий Соболев и Борис Кузнецов
- Ой ты, рожь (А. Пришелец), исп. Владимир Нечаев, Геннадий Каменный, Олег Анофриев, Галина Егорова, Гелена Великанова, Алибек Днишев, Кр. АПП СА им. Александрова, солист Евгений Беляев
- Офицерские жёны (Е. Долматовский), исп. Майя Кристалинская
- Парень хороший (Л. Некрасова), исп. Владимир Бунчиков и Владимир Нечаев, Кр. АПП СА им. Александрова, солист Иван Букреев
- Первая любовь (Л. Некрасова), исп. Сергей Лемешев
- Песенка почтальона (Г. Регистан), исп. Владимир Канделаки
- Песня боевых друзей (Л. Некрасова), исп. Владимир Бунчиков и Владимир Нечаев
- Песня болгарских школьников (Н. Треандо), исп. Гелена Великанова
- Песня матери (А. Афиногенов), исп. Гелена Великанова
- Песня неудачника (И. Шаферан), исп. Иван Суржиков
- Песня о первом пионерском отряде (С. Рунге), исп.: Ансамбль песни и танца Московского дворца пионеров; БДХ п/у В. Попова
- Песня о шофёре (А. Граши), исп. Нина Поставничева
- По космосу пешком (И. Морозов), исп. Людмила Зыкина
- По меньшей мере (М. Лисянский), исп. Кр. АПП СА им. Александрова, солист Иван Букреев
- Под волною (М. Лисянский), исп. Кр. АПП СА им. Александрова, солист Иван Букреев
- Пой, солдат (Л. Некрасова), исп. Кр. АПП СА им. Александрова, солист Евгений Беляев
- Разиня блоха (народная), исп. Тамара Стрелкова
- Рязанские мадонны (А. Поперечный), исп. Людмила Зыкина
- Снова нет (Г. Ходосов), исп. Капитолина Лазаренко
- Солдатские прибаутки (Г. Ходосов), исп. Кр. АПП СА им. Александрова, солисты Евгений Беляев и Вадим Русланов
- Солдатское сердце (М. Лисянский), исп. Владимир Бунчиков
- Соловьиные ночи (Н. Доризо), исп. Лариса Авдеева
- Твой отец (Н. Доризо), исп. Владимир Трошин, Людмила Зыкина, Эдита Пьеха
- Твоя любовь (М. Лисянский), исп. Эдуард Хиль, Эмиль Горовец
- Торро и торреро (Л. Ошанин), исп. Муслим Магомаев
- Ты — любимая (Г. Ходосов), исп. Пётр Киричек
- Ты у нас одна (М. Лисянский), исп. Кр. АПП СА им. Александрова, солист Василий Штефуца
- У нас в подразделении (Л. Некрасова), исп. Кр. АПП СА им. Александрова, солист Иван Букреев
- Учитель (Л. Ошанин), исп. Владимир Трошин
- Что такое любовь (М. Лисянский), исп. Клавдия Шульженко
- Я себя не мыслю без России (М. Лисянский), исп.: Артур Эйзен; Иосиф Кобзон
- Ярославская сторонка (М. Лисянский), исп. Владимир Бунчиков и Владимир Нечаев